# 现有用户群
现有用户群也称用户基数、整机装机量，指统计得到的实际在使用产品或服务的用户数量，常见于软件产品、互联网平台或系统平台的统计。Installed Base直译为已安装基础，也可用于指设备或零件在特定系统或环境中的安装数量，如“现场装备量评估”服务。
与现有用户群相对的是市场份额，它只反映某个特定时段的销售量（或销售额）。虽然现有用户群通常使用某个特定时段内售出产品的总数量来统计，但并不仅限于统计系统产品，也适用于一般产品。由于已使用多年的产品也被统计在内，现有用户群通常比市场份额更大。 就衡量平台受欢迎度而言，许多人认为现有用户群是一个更可靠的指标。
现有用户群不等于任意特定时间段内售出的产品总数量（累加的销售总量），因为通常这其中的某些产品会因为损坏、丢失、淘汰或是被新版本替代等原因而停止使用。